# Bomba zapalająca

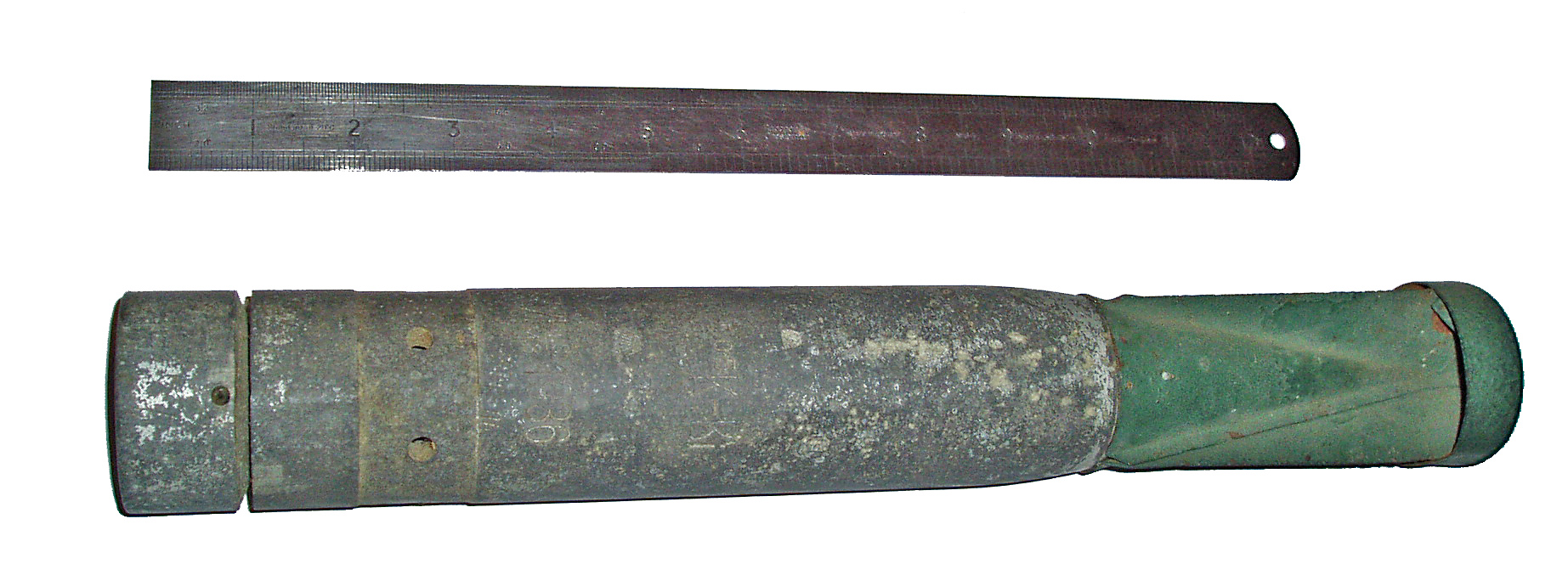
Niemiecka bomba zapalająca z II wojny światowej

Bomba zapalająca – bomba lotnicza mająca na celu po wybuchu spowodować pożar budynków lub sprzętu nieprzyjaciela. Może być ona wypełniona różnymi środkami zapalającymi (głównie białym fosforem lub odmianami napalmu). Przykładem bomby zapalającej jest BLU-10.
Bomby tego typu były stosowane na dużą skalę podczas II wojny światowej, m.in. niemieckich bombardowań Londynu oraz amerykańskich bombardowań Tokio. Na terenie działań wojennych w Europie tak zbombardowany był Hamburg i Drezno. Powodowały one olbrzymie pożary, przybierające postać burzy ogniowej, które pustoszyły nie tylko bombardowany obszar, ale często niemal całe miasto (z powodu przeważającej zabudowy drewnianej). Dziś bomby zapalające są nadal produkowane, ale przez lata zimnej wojny zostały bardzo udoskonalone.